# Чемпіонат ФРН з футболу 1968—1969: Бундесліга
Сезон Бундесліги 1968–1969 був шостим сезоном в історії Бундесліги, найвищого дивізіону футбольної першості ФРН. Він розпочався 17 серпня 1968 і завершився 7 червня 1969 року. Діючим чемпіоном країни був «Нюрнберг», який не нав'язав боротьби за збереження титулу, натомість більшу частину сезону провівши у боротьбі за виживання у Бундеслізі, яка успіхом не увінчалася — діючий чемпіон   понизився до Регіоналліги. Новим же чемпіоном, уперше з моменту заснування Бундесліги, стала мюнхенська «Баварія». 

## Формат змагання
Кожна команда грала з кожним із суперників по дві гри, одній вдома і одній у гостях. Команди отримували по два турнірні очки за кожну перемогу і по одному очку за нічию. Якщо дві або більше команд мали однакову кількість очок, розподіл місць між ними відбувався за співвідношенням забитих і пропущених голів. Команда з найбільшою кількістю очок ставала чемпіоном, а дві найгірші команди вибували до Регіоналліги.

## Зміна учасників у порівнянні з сезоном 1967–68
«Боруссія» (Нойнкірхен) і «Карлсруе» за результатами попереднього сезону вибули до Регіоналліги, фінішувавши на двох останніх місцях турнірної таблиці попереднього сезону. На їх місце до вищого дивізіону підвищилися «Герта» (Берлін) і «Кікерс» (Оффенбах), що виграли свої групи плей-оф.

## Огляд сезону
Від самого початку сезону лідерство захопила мюнхенська «Баварія», яка жодного разу не залишали перший рядок турнірної таблиці, лише збільшуючи свій відрив від найближчих переслідувачів, який на мамент завершення турніру сягнув рекордні на той час в історії Бундесліги вісім очок. Мюнхенці також виграли Кубок Німеччини того сезону, здолавши «Шальке 04» у фіналі з рахунком 2–1. Ключовими у здобутті «Баварією» золотого дубля стали суттєве покращення надійності оборони і чудова форма лідера її атак Герда Мюллера, який лише у чемпіонаті відзначився 30 голами (у 30 проведених іграх).
Головною ж несподіванкою сезону став виступ діючого чемпіона ФРН «Нюрнберга», який лише через рік після свого тріумфу вибув до Регіоналліги, фінішувавши на передостанньому місці підсумкової турнірної таблиці. Перед початком сезону команда втратила відразу декількох своїх лідерів, а гравці, що залишилися, регулярно конфліктували з головним тренером Максом Меркелем. Зміна очільника тренерського штабу наприкінці березня 1969 не змогла зарадити результатам команди, яка у передостанньому турі задовільнилася лише домашньою нічиєю проти дортмундської «Боруссії», а за тиждень взагалі не набрала очок в останній грі сезону проти «Кельна».

## Команди-учасниці
| Клуб                            | Стадіон             | Вміщує  |
| ------------------------------- | ------------------- | ------- |
| «Алеманія» (Аахен)              | Альтер Тіволі       | 30,000  |
| «Герта» (Берлін)                | Олімпіаштадіон      | 100,000 |
| «Айнтрахт» (Брауншвейг)         | Айнтрахтштадіон     | 38,000  |
| «Вердер»                        | Везерштадіон        | 32,000  |
| «Боруссія» (Дортмунд)           | Роте Ерде           | 30,000  |
| «Дуйсбург»                      | Ведауштадіон        | 38,500  |
| «Айнтрахт» (Франкфурт-на-Майні) | Вальдштадіон        | 87,000  |
| «Гамбург»                       | Фолькспаркштадіон   | 80,000  |
| «Ганновер 96»                   | АВД-Арена           | 86,000  |
| «Кайзерслаутерн»                | Бетценберг          | 42,000  |
| «Кельн»                         | Рейн Енергі Штадіон | 76,000  |
| «Боруссія» (Менхенгладбах)      | Бекельбергштадіон   | 34,500  |
| «Мюнхен 1860»                   | Грюнвальдер         | 44,300  |
| «Баварія» (Мюнхен)              | Грюнвальдер         | 44,300  |
| «Нюрнберг»                      | Штедтішес Штадіон   | 64,238  |
| «Кікерс» (Оффенбах)             | Біберер-Берг        | 30,000  |
| «Шальке 04»                     | Глюкауф-Кампфбан    | 35,000  |
| «Штутгарт»                      | Мерседес-Бенц Арена | 53,000  |

## Турнірна таблиця
| Поз | Команда                         | І  | В  | Н  | П  | ГЗ | ГП | РГ  | О  | Кваліфікація або пониження                    |
| --- | ------------------------------- | -- | -- | -- | -- | -- | -- | --- | -- | --------------------------------------------- |
| 1   | «Баварія» (Мюнхен) (C)          | 34 | 18 | 10 | 6  | 61 | 31 | +30 | 46 | Перший раунд Кубка чемпіонів 1969—1970        |
| 2   | «Алеманія» (Аахен)              | 34 | 16 | 6  | 12 | 57 | 51 | +6  | 38 |                                               |
| 3   | «Боруссія» (Менхенгладбах)      | 34 | 13 | 11 | 10 | 61 | 46 | +15 | 37 |                                               |
| 4   | «Айнтрахт» (Брауншвейг)         | 34 | 13 | 11 | 10 | 46 | 43 | +3  | 37 |                                               |
| 5   | «Штутгарт»                      | 34 | 14 | 8  | 12 | 60 | 54 | +6  | 36 | Перший раунд Кубка ярмарків 1969—1970         |
| 6   | «Гамбург»                       | 34 | 13 | 10 | 11 | 55 | 55 | 0   | 36 | Перший раунд Кубка ярмарків 1969—1970         |
| 7   | «Шальке 04»                     | 34 | 14 | 7  | 13 | 45 | 40 | +5  | 35 | Перший раунд Кубка володарів кубків 1969—1970 |
| 8   | «Айнтрахт» (Франкфурт-на-Майні) | 34 | 13 | 8  | 13 | 46 | 43 | +3  | 34 |                                               |
| 9   | «Вердер»                        | 34 | 14 | 6  | 14 | 59 | 59 | 0   | 34 |                                               |
| 10  | «Мюнхен 1860»                   | 34 | 15 | 4  | 15 | 44 | 59 | −15 | 34 | Перший раунд Кубка ярмарків 1969—1970         |
| 11  | «Ганновер 96»                   | 34 | 9  | 14 | 11 | 47 | 45 | +2  | 32 | Перший раунд Кубка ярмарків 1969—1970         |
| 12  | «Дуйсбург»                      | 34 | 8  | 16 | 10 | 33 | 37 | −4  | 32 |                                               |
| 13  | «Кельн»                         | 34 | 13 | 6  | 15 | 47 | 56 | −9  | 32 |                                               |
| 14  | «Герта» (Берлін)                | 34 | 12 | 8  | 14 | 31 | 39 | −8  | 32 | Перший раунд Кубка ярмарків 1969—1970         |
| 15  | «Кайзерслаутерн»                | 34 | 12 | 6  | 16 | 45 | 47 | −2  | 30 |                                               |
| 16  | «Боруссія» (Дортмунд)           | 34 | 11 | 8  | 15 | 49 | 54 | −5  | 30 |                                               |
| 17  | «Нюрнберг» (R)                  | 34 | 9  | 11 | 14 | 45 | 55 | −10 | 29 | Пониження у класі до Регіоналліги             |
| 18  | «Кікерс» (Оффенбах) (R)         | 34 | 10 | 8  | 16 | 42 | 59 | −17 | 28 | Пониження у класі до Регіоналліги             |

1. ↑  Оскільки «Баварія» (Мюнхен) також виграла Кубок Німеччини з футболу 1969, фіналісти цього змагання «Шальке 04» отримали місце у Кубку володарів кубків.

## Результати
| Команда                         | ААХ | ГЕР | АЙБ | ВЕР | БРД | ДУЙ | АЙФ | ГАМ | ГАН | КАЙ | КЕЛ | БРМ | М60 | БАВ | НЮР | КІК | Ш04 | ШТТ |
| ------------------------------- | --- | --- | --- | --- | --- | --- | --- | --- | --- | --- | --- | --- | --- | --- | --- | --- | --- | --- |
| «Алеманія» (Аахен)              | —   | 0–0 | 1–4 | 2–1 | 0–1 | 4–0 | 4–2 | 2–0 | 2–0 | 1–0 | 2–1 | 2–1 | 4–0 | 2–4 | 4–2 | 1–2 | 4–1 | 1–3 |
| «Герта» (Берлін)                | 0–1 | —   | 0–0 | 1–0 | 0–0 | 1–1 | 2–0 | 3–2 | 2–1 | 1–0 | 2–1 | 2–1 | 1–2 | 1–2 | 2–0 | 1–0 | 1–0 | 0–1 |
| «Айнтрахт» (Брауншвейг)         | 2–0 | 3–3 | —   | 0–3 | 4–3 | 0–0 | 1–0 | 1–0 | 3–3 | 3–0 | 2–1 | 0–0 | 2–1 | 2–3 | 0–2 | 2–2 | 3–0 | 1–2 |
| «Вердер»                        | 1–2 | 2–0 | 2–1 | —   | 2–1 | 2–1 | 0–1 | 1–1 | 3–2 | 2–1 | 3–1 | 6–5 | 4–1 | 1–0 | 3–3 | 2–0 | 1–3 | 1–0 |
| «Боруссія» (Дортмунд)           | 3–1 | 2–2 | 2–1 | 3–2 | —   | 2–1 | 0–1 | 3–1 | 1–1 | 2–3 | 1–1 | 1–3 | 2–0 | 0–1 | 3–1 | 3–0 | 0–1 | 1–0 |
| «Дуйсбург»                      | 1–1 | 2–1 | 1–1 | 2–0 | 2–0 | —   | 1–1 | 0–0 | 0–0 | 0–0 | 0–0 | 1–1 | 3–4 | 0–0 | 1–0 | 2–1 | 1–0 | 2–0 |
| «Айнтрахт» (Франкфурт-на-Майні) | 0–1 | 2–0 | 0–1 | 2–1 | 1–1 | 2–1 | —   | 2–2 | 0–0 | 2–2 | 1–2 | 1–1 | 3–0 | 1–1 | 3–0 | 3–2 | 1–0 | 3–0 |
| «Гамбург»                       | 3–0 | 0–0 | 0–0 | 5–2 | 2–0 | 1–2 | 1–4 | —   | 1–4 | 3–1 | 3–1 | 2–0 | 2–0 | 2–2 | 4–2 | 3–0 | 1–3 | 2–1 |
| «Ганновер 96»                   | 5–2 | 1–1 | 1–1 | 1–0 | 1–1 | 1–1 | 1–2 | 2–2 | —   | 0–2 | 3–0 | 2–3 | 3–2 | 1–0 | 2–2 | 2–2 | 1–0 | 1–0 |
| «Кайзерслаутерн»                | 2–1 | 1–0 | 4–0 | 1–0 | 1–2 | 3–0 | 2–2 | 0–1 | 0–0 | —   | 4–0 | 2–0 | 3–1 | 3–1 | 1–1 | 2–1 | 1–1 | 1–3 |
| «Кельн»                         | 1–2 | 1–0 | 2–0 | 3–3 | 2–1 | 1–1 | 2–1 | 4–1 | 1–0 | 2–1 | —   | 1–4 | 0–0 | 1–1 | 3–0 | 2–1 | 2–0 | 5–2 |
| «Боруссія» (Менхенгладбах)      | 2–2 | 0–1 | 1–1 | 1–1 | 1–0 | 1–0 | 2–3 | 1–2 | 3–2 | 4–0 | 2–1 | —   | 3–0 | 1–1 | 1–1 | 4–1 | 3–0 | 4–4 |
| «Мюнхен 1860»                   | 0–0 | 0–1 | 0–1 | 4–3 | 2–1 | 2–1 | 1–0 | 3–3 | 2–1 | 1–0 | 2–1 | 0–4 | —   | 0–3 | 2–0 | 2–0 | 3–1 | 3–1 |
| «Баварія» (Мюнхен)              | 1–1 | 3–0 | 2–1 | 6–0 | 4–1 | 2–2 | 2–0 | 5–1 | 2–1 | 2–0 | 1–0 | 0–0 | 0–2 | —   | 3–0 | 5–1 | 0–0 | 2–0 |
| «Нюрнберг»                      | 1–4 | 3–0 | 2–0 | 1–1 | 2–2 | 1–1 | 1–0 | 0–0 | 1–2 | 1–0 | 0–1 | 4–0 | 3–0 | 2–0 | —   | 2–2 | 1–1 | 1–1 |
| «Кікерс» (Оффенбах)             | 1–1 | 1–0 | 0–1 | 0–3 | 4–3 | 0–0 | 4–2 | 1–1 | 1–1 | 4–1 | 3–1 | 1–0 | 2–3 | 0–0 | 2–1 | —   | 1–0 | 2–1 |
| «Шальке 04»                     | 3–1 | 2–0 | 0–2 | 2–1 | 4–1 | 1–0 | 2–0 | 2–3 | 1–1 | 1–0 | 3–1 | 1–1 | 2–0 | 1–2 | 4–1 | 3–0 | —   | 1–1 |
| «Штутгарт»                      | 3–1 | 4–2 | 2–2 | 2–2 | 2–2 | 3–2 | 2–0 | 3–0 | 1–0 | 4–3 | 6–1 | 0–3 | 1–1 | 3–0 | 2–3 | 1–0 | 1–1 | —   |

## Найкращі бомбардири
30 голів
- Герд Мюллер («Баварія» (Мюнхен))

23 голів
- Уве Зеелер («Гамбург»)

17 голів
- Йосип Скоблар («Ганновер 96»)

15 голів
- Вернер Гертс («Вердер»)
- Герберт Лаумен («Боруссія» (Менхенгладбах))
- Гартмут Вайс («Айнтрахт» (Брауншвейг))

14 голів
- Карл-Гайнц Рюль («Кельн»)

13 голів
- Бернд Рупп («Вердер»)

12 голів
- Лотар Еммеріх («Боруссія» (Дортмунд))
- Гайнц-Дітер Газебрінк («Кайзерслаутерн»)
- Гайнц-Герд Клостерманн («Алеманія» (Аахен))

## Склад чемпіонів
| «Баварія» (Мюнхен) |
| --- |
| Воротар: Зепп Маєр (34). Захисники: Вернер Ольк (34 / 1); Петер Пумм (34); Ганс-Георг Шварценбек (34); Франц Бекенбауер (33 / 2); Петер Купфершмідт (22). Півзахисники: Аугуст Штарек (34 / 4); Франц Рот (34 / 2); Гельмут Шмідт (21 / 2). Нападники: Райнер Ольгаузер (34 / 10); Дітер Бреннінгер (34 / 9); Герд Мюллер (30 / 30); Густав Юнг (4). (кількість ігор і голів наведені у дужках) Головний тренер: Бранко Зебець . Був у заявці, але не взяв участі у жодній грі чемпіонату: Фріц Козар; Бенно Целлермаєр; Петер Штегманн; Альбрехт Ваксманн; Райнгард Ліпперт. |